# Municipio di Cannes
Il Municipio di Cannes (in francese: Hôtel de ville de Cannes) è un edificio storico, sede municipale della città di Cannes in Francia.

## Storia
Un primo palazzo municipale si trovava nei pressi della cappella di Sant'Anna sull'altura del Suquet. Nel 1515, il municipio venne traslato nell'edificio della "macelleria". Questa cadde in rovina dopo la rivoluzione, comportandone la demolizione. L'amministrazione comunale procedette quindi alla costruzione di un nuovo municipio.
Un primo progetto per il nuovo municipio venne redatto dall'architetto Durand nel 1872. Fu tuttavia l'architetto comunale Louis Hourlier a costruire l'edificio tra il 1874 e il 1876.

## Descrizione
Il palazzo è di stile eclettico.